# 承胤法親王
承胤法親王（しょういんほっしんのう、文保元年（1317年）- 永和3年/天授3年4月9日（1377年5月16日））は、鎌倉時代末期から南北朝時代にかけての法親王。父は後伏見天皇。母は従三位正親町（藤原）守子（権大納言正親町実明女）。光聚院宮とも称される。光厳天皇・光明天皇らの異母兄弟で、同母兄弟に長助法親王・亮性法親王・璜子内親王（章徳門院）がいた。

## 略歴
元弘元年（1331年）7月に出家得度。その後、梶井門跡（三千院）を継承し、康永3年（1344年）以降天台座主に3度就任している。その間、延文4年（1359年）8月に四天王寺別当になり、応安5年（1372年）には後光厳上皇の院宣により梨本門跡（三千院）に還住した。二品に叙せられ、永和3年4月9日（1377年5月16日）入寂。享年61。